# Milo Sperber
Milo Sperber (Polen, 20 maart 1911 - Londen, Engeland, 22 december 1992) was een Britse acteur van Poolse afkomst, die met name bekend werd als Mr. Grossman in Are You Being Served?.

## Filmografie
- Mr. Emmanuel (1944) - student
- Golden Arrow (1949) - zwarte markthandelaar
- Foreign Intrigue (1956) - sergeant Baum
- Man from Interpol (televisieserie, aflevering The Case of Mike Krello, 1960) - dokter
- Bluebeard's Ten Honeymoons (1960) - bibliothecaris
- In Search of the Castaways (1962) - rol onbekend
- The Victors (1963) - gevangene in concentratiekamp
- The Sleeper (televisiefilm, 1964) - Dokter
- Operation Crossbow (1965) - Duitse bagagedrager in hotel
- The Wednesday Play (televisieserie, aflevering A Man on Her Back, 1966) - Otto Adrian
- Billion Dollar Brain (1967) - Basil
- Hadleigh (televisieserie, aflevering Some You Win Some You Lose, 1969) - Gregori
- Paul Temple (televisieserie, aflevering The Man Who Forged Real Money, 1971) - Giorgi
- Hadleigh (televisieserie, aflevering Bloodline, 1976) - Herr Wesser
- Gangsters (televisieserie, aflevering Incident Two, 1976) - kleermaker
- Voyage of the Damned (1976) - Rabbi
- Providence (1977) - Mr. Jenner
- The Spy Who Loved Me (1977) - Prof. Markovitz
- Anna Karenina (miniserie, 1977) - Kassel
- The Stud (1978) - Kamara (niet op aftiteling)
- Disneyland (televisieserie, aflevering In Search of the Castaways: part 1 & 2, 1978) - rol onbekend
- The History Man (televisiefilm, 1981) - Dr. Zachery
- Are You Being Served? (televisieserie, 4 afleveringen, 1981) - Mr. Grossman
- The Woman in White (miniserie, 1982) - Pesca
- Maigret (televisiefilm, 1988) - Durbin
- Poirot (televisieserie, aflevering The Kidnapped Prime Minister, 1990) - Mr. Fingler

- Gemeinsame Normdatei: 1020251751
- International Standard Name Identifier: 0000 0003 6644 0001
- Library of Congress Control Number: no2014003058
- Virtual International Authority File: 232059881
- WorldCat: E39PBJppF3hycRb8jK47WW94bd